# Sport-Club Freiburg 2021-2022
Questa voce raccoglie le informazioni riguardanti lo Sport-Club Freiburg nelle competizioni ufficiali della stagione 2021-2022.

## Stagione
Nella stagione 2021-2022 il Friburgo, allenato da Christian Streich, concluse il campionato di Bundesliga al 6º posto. In Coppa di Germania il Friburgo perse la finale con il RB Lipsia.

## Rosa
| N. |                                 | Ruolo | Calciatore           |
| -- | ------------------------------- | ----- | -------------------- |
| 1  | Germania (bandiera)             | P     | Benjamin Uphoff      |
| 2  | Belgio (bandiera)               | D     | Hugo Siquet          |
| 3  | Austria (bandiera)              | D     | Philipp Lienhart     |
| 4  | Germania (bandiera)             | D     | Nico Schlotterbeck   |
| 5  | Germania (bandiera)             | D     | Manuel Gulde         |
| 7  | Francia (bandiera)              | D     | Jonathan Schmid      |
| 8  | Germania (bandiera)             | C     | Maximilian Eggestein |
| 9  | Germania (bandiera)             | A     | Lucas Höler          |
| 11 | Bosnia ed Erzegovina (bandiera) | A     | Ermedin Demirović    |
| 14 | Germania (bandiera)             | C     | Yannik Keitel        |
| 17 | Germania (bandiera)             | D     | Lukas Kübler         |
| 18 | Germania (bandiera)             | A     | Nils Petersen        |
| 19 | Germania (bandiera)             | C     | Janik Haberer        |
| 20 | Germania (bandiera)             | A     | Kevin Schade         |
| 21 | Germania (bandiera)             | P     | Noah Atubolu         |

| N. |                          | Ruolo | Calciatore          |
| -- | ------------------------ | ----- | ------------------- |
| 22 | Ungheria (bandiera)      | A     | Roland Sallai       |
| 24 | Germania (bandiera)      | D     | Kimberly Ezekwem    |
| 25 | Francia (bandiera)       | D     | Kiliann Sildillia   |
| 26 | Paesi Bassi (bandiera)   | P     | Mark Flekken        |
| 27 | Germania (bandiera)      | C     | Nicolas Höfler      |
| 29 | Corea del Sud (bandiera) | A     | Jeong Woo-yeong     |
| 30 | Germania (bandiera)      | D     | Christian Günter    |
| 31 | Germania (bandiera)      | D     | Keven Schlotterbeck |
| 32 | Italia (bandiera)        | A     | Vincenzo Grifo      |
| 33 | Germania (bandiera)      | A     | Noah Weißhaupt      |
| 35 | Germania (bandiera)      | D     | Kenneth Schmidt     |
| 36 | Germania (bandiera)      | C     | Yannik Engelhardt   |
| 45 | Svizzera (bandiera)      | A     | Nishan Burkart      |
| 48 | Paesi Bassi (bandiera)   | A     | Vincent Vermeij     |
| 61 | Germania (bandiera)      | C     | Robert Wagner       |

## Maglie e sponsor
| Casa | Trasferta | Terza Divisa |

## Organigramma societario
Area tecnica
- Preparatori atletici:
- Allenatore in seconda: Patrick Baier, Florian Bruns, Lars Voßler
- Preparatore dei portieri: Andreas Kronenberg
- Analisi video: Leon Krämer, Heiko Sander
- Allenatore: Christian Streich

## Calciomercato

### Sessione estiva
| Acquisti         | Acquisti             | Acquisti               | Acquisti                 |
| R.               | Nome                 | da                     | Modalità                 |
| ---------------- | -------------------- | ---------------------- | ------------------------ |
| C                | Maximilian Eggestein | Werder Brema           | definitivo (5 milioni €) |
| Altre operazioni |                      |                        |                          |
| R.               | Nome                 | da                     | Modalità                 |
| D                | Nico Schlotterbeck   | Union Berlino          | fine prestito            |
| C                | Amir Abrashi         | Basilea                | fine prestito            |
| D                | Chima Okoroji        | Paderborn              | fine prestito            |
| A                | Brandon Borrello     | Fortuna Düsseldorf     | fine prestito            |
| C                | Patrick Kammerbauer  | Eintracht Braunschweig | fine prestito            |
| A                | Florian Kath         | Magdeburgo             | fine prestito            |

| Cessioni | Cessioni            | Cessioni        | Cessioni                  |
| R.       | Nome                | da              | Modalità                  |
| -------- | ------------------- | --------------- | ------------------------- |
| C        | Baptiste Santamaria | Rennes          | definitivo (14 milioni €) |
| D        | Chima Okoroji       | Sandhausen      | definitivo (100 mila €)   |
| A        | Brandon Borrello    | Dinamo Dresda   | definitivo (200 mila €)   |
| A        | Ermedin Demirović   | Augusta         | gratuito                  |
| C        | Lino Tempelmann     | Norimberga      | prestito (50 mila €)      |
| A        | Kwon Chang-hoon     | Suwon Bluewings | gratuito                  |
| A        | Florian Kath        | Magdeburgo      | gratuito                  |
| C        | Patrick Kammerbauer | Friburgo II     | n.d.                      |
| P        | Niclas Thiede       | Verl            | prestito                  |
| P        | Florian Müller      | Magonza         | fine prestito             |
| C        | Guus Til            | Spartak Mosca   | fine prestito             |

### Sessione invernale
| Acquisti | Acquisti    | Acquisti       | Acquisti                   |
| R.       | Nome        | da             | Modalità                   |
| -------- | ----------- | -------------- | -------------------------- |
| D        | Hugo Siquet | Standard Liegi | definitivo (4,5 milioni €) |

| Cessioni | Cessioni         | Cessioni      | Cessioni                |
| R.       | Nome             | da            | Modalità                |
| -------- | ---------------- | ------------- | ----------------------- |
| D        | Dominique Heintz | Union Berlino | definitivo (150 mila €) |

## Risultati

### Bundesliga

#### Girone di andata
| Bielefeld 14 agosto 2021, ore 15:30 CEST 1ª giornata | Arminia Bielefeld | 0 – 0 referto | Friburgo | SchücoArena (13 750 spett.)\| Arbitro: \| Jablonski \| |
| Arbitro:                                             | Jablonski         |               |          |                                                        |

| Arbitro: | Schröder |

|                     |           |                   |
| Grifo 6’ Sallai 53’ | Marcatori | 59’ (aut.) Keitel |

| Arbitro: | Willenborg |

|                              |           |                        |
| Mavropanos 45’ Ghaddioui 45’ | Marcatori | 3’, 9’ Jeong 28’ Höler |

| Arbitro: | Osmers |

|                    |           |             |
| Czichos 89’ (aut.) | Marcatori | 33’ Modeste |

| Magonza 18 settembre 2021, ore 15:30 CEST 5ª giornata | Magonza | 0 – 0 referto | Friburgo | Mewa Arena (13 500 spett.)\| Arbitro: \| Brand \| |
| Arbitro:                                              | Brand   |               |          |                                                   |

| Arbitro: | Schlager |

|                                      |           |  |
| Kübler 6’ Höler 25’ Grifo 33’ (rig.) | Marcatori |  |

| Arbitro: | Ittrich |

|            |           |                           |
| Piątek 70’ | Marcatori | 17’ Lienhart 78’ Petersen |

| Arbitro: | Siebert |

|           |           |                     |
| Jeong 64’ | Marcatori | 32’ (rig.) Forsberg |

| Arbitro: | Welz |

|  |           |                        |
|  | Marcatori | 27’ Lienhart 68’ Höler |

| Arbitro: | Brych |

|                                             |           |              |
| Asta 20’ (aut.) Höfler 39’ Grifo 78’ (rig.) | Marcatori | 74’ Leweling |

| Arbitro: | Stegemann |

|                              |           |             |
| Goretzka 30’ Lewandowski 75’ | Marcatori | 90’ Haberer |

| Arbitro: | Badstübner |

|  |           |                          |
|  | Marcatori | 34’ Lindstrøm 43’ Kostić |

| Arbitro: | Ittrich |

|                         |           |              |
| Polter 54’ Pantović 82’ | Marcatori | 51’ Lienhart |

| Arbitro: | Hartmann |

|  |           |                                                                            |
|  | Marcatori | 2’ Eggestein 5’ Schade 12’ Lienhart 19’ Höfler 25’ Höler 37’ Schlotterbeck |

| Arbitro: | Willenborg |

|                   |           |                      |
| Schlotterbeck 21’ | Marcatori | 3’ Raum 90’ Richards |

| Berlino 15 dicembre 2021, ore 20:30 CET 16ª giornata | Union Berlino | 0 – 0 referto | Friburgo | Stadio An der Alten Försterei (5 000 spett.)\| Arbitro: \| Aytekin \| |
| Arbitro:                                             | Aytekin       |               |          |                                                                       |

| Arbitro: | Cortus |

|                             |           |              |
| Grifo 33’ (rig.) Schade 84’ | Marcatori | 45’ Aránguiz |

#### Girone di ritorno
| Arbitro: | Osmers |

|                      |           |                       |
| Haberer 6’ Jeong 46’ | Marcatori | 60’ Okugawa 87’ Lasme |

| Arbitro: | Badstübner |

|                                              |           |               |
| Meunier 14’, 29’ Haaland 45’, 75’ Dahoud 86’ | Marcatori | 61’ Demirović |

| Arbitro: | Stieler |

|                           |           |  |
| Itō 37’ (aut.) Schade 71’ | Marcatori |  |

| Arbitro: | Brych |

|             |           |  |
| Modeste 23’ | Marcatori |  |

| Arbitro: | Aytekin |

|              |           |          |
| Petersen 69’ | Marcatori | 31’ Hack |

| Arbitro: | Siebert |

|                 |           |                               |
| Gregoritsch 16’ | Marcatori | 4’ Petersen 26’ Schlotterbeck |

| Arbitro: | Jablonski |

|                                       |           |  |
| Grifo 12’ (rig.) Schade 83’ Höler 86’ | Marcatori |  |

| Arbitro: | Zwayer |

|              |           |               |
| Angeliño 90’ | Marcatori | 38’ Demirović |

| Arbitro: | Petersen |

|                                 |           |                      |
| Grifo 7’, 44’ Schlotterbeck 87’ | Marcatori | 52’ Kruse 84’ Arnold |

| Fürth 19 marzo 2022, ore 15:30 CET 27ª giornata | Greuther Fürth | 0 – 0 referto | Friburgo | Sportpark Ronhof Thomas Sommer (9 884 spett.)\| Arbitro: \| Reichel \| |
| Arbitro:                                        | Reichel        |               |          |                                                                        |

| Arbitro: | Dingert |

|              |           |                                                |
| Petersen 63’ | Marcatori | 58’ Goretzka 73’ Gnabry 82’ Coman 90’ Sabitzer |

| Arbitro: | Brych |

|            |           |                        |
| Kostić 54’ | Marcatori | 27’ Grifo 69’ Petersen |

| Arbitro: | Stegemann |

|                           |           |  |
| Kübler 5’ Sallai 16’, 53’ | Marcatori |  |

| Arbitro: | Brand |

|                                          |           |                                            |
| Grifo 49’ (rig.) Günter 61’ Lienhart 80’ | Marcatori | 3’ (rig.) Bensebaini 13’ Embolo 90’ Stindl |

| Arbitro: | Fritz |

|                                   |           |                                           |
| Kramarić 32’ Stiller 49’ Rudy 84’ | Marcatori | 23’ Sallai 50’ Günter 70’ Höler 73’ Jeong |

| Arbitro: | Brych |

|           |           |                                               |
| Höler 59’ | Marcatori | 11’ Prömel 30’ Trimmel 41’ Becker 90’ Schäfer |

| Arbitro: | Jablonski |

|                         |           |             |
| Alario 54’ Palacios 90’ | Marcatori | 88’ Haberer |

### Coppa di Germania
| Arbitro: | Brand |

|  |           |            |
|  | Marcatori | 45’ Schmid |

| Arbitro: | Schröder |

|                                        |                      |                                            |
| Gugganig 90’ Klaas 108’                | Marcatori            | 33’ Grifo 120’ Schlotterbeck               |
| Kleinhansl Klaas Gugganig Itter Wooten | Tiri di rigore 2 – 3 | Höler Günter Eggestein Schlotterbeck Jeong |

| Arbitro: | Schröder |

|                          |           |                                                |
| Schlotterbeck 53’ (aut.) | Marcatori | 10’, 36’ (rig.) Grifo 55’ Schade 68’ Demirović |

| Arbitro: | Schröder |

|            |           |                          |
| Polter 64’ | Marcatori | 51’ Petersen 120’ Sallai |

| Arbitro: | Aytekin |

|             |           |                                          |
| Glatzel 88’ | Marcatori | 11’ Petersen 17’ Höfler 35’ (rig.) Grifo |

| Arbitro: | Stegemann |

|                                         |                      |                            |
| Eggestein 19’                           | Marcatori            | 76’ Nkunku                 |
| Petersen Günter Schlotterbeck Demirović | Tiri di rigore 2 – 4 | Nkunku Orban Olmo Henrichs |

## Statistiche

### Statistiche di squadra
| Competizione      | Punti | In casa | In casa | In casa | In casa | In casa | In casa | In trasferta | In trasferta | In trasferta | In trasferta | In trasferta | In trasferta | Totale | Totale | Totale | Totale | Totale | Totale | DR  |
| Competizione      | Punti | G       | V       | N       | P       | Gf      | Gs      | G            | V            | N            | P            | Gf           | Gs           | G      | V      | N      | P      | Gf     | Gs     | DR  |
| ----------------- | ----- | ------- | ------- | ------- | ------- | ------- | ------- | ------------ | ------------ | ------------ | ------------ | ------------ | ------------ | ------ | ------ | ------ | ------ | ------ | ------ | --- |
| Bundesliga        | 55    | 17      | 8       | 5       | 4       | 32      | 25      | 17           | 7            | 5            | 5            | 26           | 21           | 34     | 15     | 10     | 9      | 58     | 46     | +12 |
| Coppa di Germania | -     | 1       | 0       | 1       | 0       | 1       | 1       | 5            | 4            | 1            | 0            | 12           | 5            | 6      | 4      | 2      | 0      | 13     | 6      | +7  |
| Totale            | 55    | 18      | 8       | 6       | 4       | 33      | 26      | 22           | 11           | 6            | 5            | 38           | 26           | 40     | 19     | 12     | 9      | 71     | 52     | +19 |

### Andamento in campionato
| Giornata  | 1  | 2 | 3 | 4 | 5 | 6 | 7 | 8 | 9 | 10 | 11 | 12 | 13 | 14 | 15 | 16 | 17 | 18 | 19 | 20 | 21 | 22 | 23 | 24 | 25 | 26 | 27 | 28 | 29 | 30 | 31 | 32 | 33 | 34 |
| --------- | -- | - | - | - | - | - | - | - | - | -- | -- | -- | -- | -- | -- | -- | -- | -- | -- | -- | -- | -- | -- | -- | -- | -- | -- | -- | -- | -- | -- | -- | -- | -- |
| Luogo     | T  | C | T | C | T | C | T | C | T | C  | T  | C  | T  | T  | C  | T  | C  | C  | T  | C  | T  | C  | T  | C  | T  | C  | T  | C  | T  | C  | C  | T  | C  | T  |
| Risultato | N  | V | V | N | N | V | V | N | V | V  | P  | P  | P  | V  | P  | N  | V  | N  | P  | V  | P  | N  | V  | V  | N  | V  | N  | P  | V  | V  | N  | V  | P  | P  |
| Posizione | 11 | 5 | 4 | 5 | 6 | 5 | 4 | 4 | 3 | 3  | 3  | 3  | 4  | 4  | 5  | 5  | 3  | 4  | 6  | 5  | 5  | 6  | 6  | 5  | 6  | 5  | 5  | 5  | 5  | 5  | 5  | 4  | 5  | 6  |

Legenda:

Luogo: C = Casa; T = Trasferta. Risultato: V = Vittoria; N = Pareggio; P = Sconfitta.

### Statistiche dei giocatori
| Giocatore        | Bundesliga | Bundesliga | Bundesliga  | Bundesliga | Coppa di Germania | Coppa di Germania | Coppa di Germania | Coppa di Germania | Totale   | Totale | Totale      | Totale     |
| Giocatore        | Presenze   | Reti       | Ammonizioni | Espulsioni | Presenze          | Reti              | Ammonizioni       | Espulsioni        | Presenze | Reti   | Ammonizioni | Espulsioni |
| ---------------- | ---------- | ---------- | ----------- | ---------- | ----------------- | ----------------- | ----------------- | ----------------- | -------- | ------ | ----------- | ---------- |
| N. Atubolu       | 0          | 0          | 0           | 0          | 0                 | 0                 | 0                 | 0                 | 0        | 0      | 0           | 0          |
| N. Burkart       | 0          | 0          | 0           | 0          | 0                 | 0                 | 0                 | 0                 | 0        | 0      | 0           | 0          |
| E. Demirović     | 31         | 2          | 4           | 0          | 6                 | 1                 | 1                 | 0                 | 37       | 3      | 5           | 0          |
| M. Eggestein     | 31         | 1          | 2           | 0          | 5                 | 1                 | 1                 | 0                 | 36       | 2      | 3           | 0          |
| Y. Engelhardt    | 0          | 0          | 0           | 0          | 0                 | 0                 | 0                 | 0                 | 0        | 0      | 0           | 0          |
| K. Ezekwem       | 0          | 0          | 0           | 0          | 0                 | 0                 | 0                 | 0                 | 0        | 0      | 0           | 0          |
| M. Flekken       | 32         | 0          | 0           | 0          | 5                 | 0                 | 0                 | 0                 | 37       | 0      | 0           | 0          |
| V. Grifo         | 34         | 9          | 0           | 0          | 6                 | 4                 | 1                 | 0                 | 40       | 13     | 1           | 0          |
| M. Gulde         | 20         | 0          | 2           | 0          | 5                 | 0                 | 0                 | 0                 | 25       | 0      | 2           | 0          |
| C. Günter        | 34         | 2          | 2           | 0          | 6                 | 0                 | 3                 | 0                 | 40       | 2      | 5           | 0          |
| J. Haberer       | 26         | 3          | 1           | 0          | 4                 | 0                 | 0                 | 0                 | 30       | 3      | 1           | 0          |
| D. Heintz        | 1          | 0          | 0           | 0          | 0                 | 0                 | 0                 | 0                 | 1        | 0      | 0           | 0          |
| N. Höfler        | 30         | 2          | 5           | 0          | 5                 | 1                 | 1                 | 0                 | 35       | 3      | 6           | 0          |
| L. Höler         | 34         | 7          | 2           | 0          | 6                 | 0                 | 1                 | 0                 | 40       | 7      | 3           | 0          |
| W. Jeong         | 32         | 5          | 1           | 0          | 5                 | 0                 | 0                 | 0                 | 37       | 5      | 1           | 0          |
| Y. Keitel        | 12         | 0          | 1           | 0          | 2                 | 0                 | 0                 | 0                 | 14       | 0      | 1           | 0          |
| L. Kübler        | 29         | 2          | 2           | 0          | 4                 | 0                 | 3                 | 0                 | 33       | 2      | 5           | 0          |
| P. Lienhart      | 32         | 5          | 2           | 0          | 6                 | 0                 | 1                 | 0                 | 38       | 5      | 3           | 0          |
| N. Petersen      | 22         | 5          | 0           | 0          | 4                 | 2                 | 0                 | 0                 | 26       | 7      | 0           | 0          |
| R. Sallai        | 31         | 4          | 1           | 0          | 5                 | 1                 | 0                 | 0                 | 36       | 5      | 1           | 0          |
| B. Santamaria    | 1          | 0          | 0           | 0          | 1                 | 0                 | 0                 | 0                 | 2        | 0      | 0           | 0          |
| K. Schade        | 21         | 4          | 2           | 0          | 3                 | 1                 | 2                 | 0                 | 24       | 5      | 4           | 0          |
| K. Schlotterbeck | 12         | 0          | 1           | 0          | 2                 | 1                 | 0                 | 0                 | 14       | 1      | 1           | 0          |
| N. Schlotterbeck | 32         | 4          | 5           | 0          | 6                 | 0                 | 1                 | 0                 | 38       | 4      | 6           | 0          |
| J. Schmid        | 13         | 0          | 0           | 0          | 3                 | 1                 | 0                 | 0                 | 16       | 1      | 0           | 0          |
| K. Schmidt       | 0          | 0          | 0           | 0          | 0                 | 0                 | 0                 | 0                 | 0        | 0      | 0           | 0          |
| K. Sildillia     | 7          | 0          | 1           | 0          | 2                 | 0                 | 0                 | 0                 | 9        | 0      | 1           | 0          |
| H. Siquet        | 1          | 0          | 0           | 0          | 0                 | 0                 | 0                 | 0                 | 1        | 0      | 0           | 0          |
| B. Uphoff        | 2          | 0          | 0           | 0          | 1                 | 0                 | 0                 | 0                 | 3        | 0      | 0           | 0          |
| V. Vermeij       | 1          | 0          | 0           | 0          | 0                 | 0                 | 0                 | 0                 | 1        | 0      | 0           | 0          |
| R. Wagner        | 0          | 0          | 0           | 0          | 0                 | 0                 | 0                 | 0                 | 0        | 0      | 0           | 0          |
| N. Weißhaupt     | 10         | 0          | 0           | 0          | 3                 | 0                 | 1                 | 0                 | 13       | 0      | 1           | 0          |